# Кайл XY
Кайл XY (укр. Кайл XY) — американський драматичний телесеріал, знятий у Ванкувері. Сюжет закручується навколо хлопчика на ім'я Кайл (Метт Даллас), який прийшов до тями у лісі за Сіетлом і страждає від амнезії. Кайл намагається зрозуміти таємницю свого походження, і те, чому в нього немає ніяких спогадів про дитинство. Іноді його показують без сорочки, або з частково підведеною сорочкою, показуючи, що у нього абсолютно відсутній пупок.
Показ прем'єри відбувся 26 червня 2006 року на телеканалі ABC Family. Серіал також транслювався по ABC (перший і другий сезони), після чого його показували тільки на ABC Family. Після першого показу десяти серій, влітку 2006 року в новинах повідомили про те, що 23 нові епізоди замовлено для другого сезону, який почався 11 червня 2007. Тринадцяту серію другого сезону, «Поцілунок Долі» («Leap of Faith»), було показано в понеділок, 3 вересня 2007 року; інші 10 серій було показано через чотири місяці, у січні. Серіал стартував 3 вересня 2007 року у Великій Британії, а 5 квітня перший сезон було показано у Франції на каналі M6. 5 жовтня 2007 TV Guide повідомив, що ABC family відновила зйомки «Кайл XY» і запланувала третій сезон в 10 епізодів, які почали транслювати вже 12 січня 2009 року.
31 січня 2009, ABC family оголосила, що четвертого сезону не буде. Фінальна серія була показана у понеділок, 16 березня 2009 року на ABC family, залишаючи кілька невирішених драматичних кульмінацій. Після останнього епізоду автор серіалу Джулі Плек розповіла про те, що було заплановано протягом подальших сезонів. Вона також зазначила, що третій сезон надійде на DVD і буде містити «міні-буклет» із запланованим продовженням.

## Сюжет
Фантастична драма про незвичного хлопчика, котрий з'явився раптово в американському місті Сіетл, базується на сімейних цінностях і духовних орієнтирах.
Йому на вигляд 16 років, але він не вміє говорити, не може пити і їсти, і у нього відсутня пуповина, що свідчить про те, що хлопчик був народжений не як звичайна людина. Психолог Ніколь Трегер бере хлопця до себе додому і дає йому їм'я Кайл. І чим довше новоспечений член сім'ї живе в своєму новому домі, тим ясніше оточуючі розуміють, що Кайл має здібності що здаються надприродними.
Його життя — школа, і вчиться він доволі швидко. Він зістрибує з даху, має велику силу, за кілька годин запам'ятовує весь обсяг шкільних знань, закохується в дівчину із сусіднього дому, Аманду Блум. Його ніхто не шукає, але за ним слідкують. І незабаром він це розуміє; так він «знайомиться» з Томом Фоссом, його охоронцем. Том буде слідкувати й оберігати його протягом всього серіалу.
І він приведе Кайла (обманним шляхом забере його у Трегерів), до Адама Бейліна, біологічного батька Кайла, клоном якого є Кайл.
Адам навчає Кайла багатьом речам, і Кайл розуміє, що у нього великий потенціал. Але потім Адам розповідає, що розвиток повинен йти гармонічно, тобто розум і фізичний стан повинні йти пліч-о-пліч. Проте, Адам усвідомив це занадто пізно. Пізніше Адама вбивають: в Зіззікс їх відстежили. Фосс підриває секретну лабораторію Зіззікс і відправляє Кайла назад до Трегерів, тому що це єдиний шанс для нього пожити в сім'ї.
Трегери прийняли Кайла нормально. Кайл для початку противився Фоссу і не хотів тренуватися, слідуючи його наказам. Але пізніше він став бачити видіння. У цей момент, або навіть трохи раніше, з'являється новий об'єкт, який вижив під час вибуху Зіззікса. Це 781228, далі Джесі. Вона зазнала спробі фізичного і сексуального насильства і мимоволі вбила людину. Джессі і Кайл відразу відчули деякий зв'язок між ними. На горизонті з'являється новий ворог, компанія магнат Мадакорп, прародич секретної лабораторії Зіззікс. Вони обманом влаштовують Джессі в сім'ю Кайла, беруть батька сімейства Трегерів до себе на роботу, і повністю руйнують довіру і розуміння в сім'ї.
Фосс відкриває таємницю: Бейлін живий. Він перебуває під апаратом життєзабезпечення. Кайл дозволяє розповісти все родині. Після, Кайл, Фосс, Деклан (найкращий друг Кайла) і все сімейство Трегерів, включаючи Джессі, руйнують управління компанії Мадакорп.
Незабаром виявляється, що Сара Емерсон — та, чия ДНК була взята для створення Джессі, а в минулому — дівчина Адама Бейліна, — жива. Після низки драматичних подій Сара пропонує Джессі покинути місто, але раптово зникає, залишивши Джессі лист. Сім'я Трегерів удочеряє Джессі (оформляє опіку).
В одному з наступних епізодів Аманда бачить поцілунок Кайла і Джессі і не може з цим змиритися.
Прагнучи захистити Аманду від можливої загрози з боку секретної організації Латнок, яка спонсорувала дослідження Адама Бейліна, Кайл відмовляється від відносин з нею.
Кайлу доведеться зіткнутися з тим, що в житті іноді доводиться чимось жертвувати. Фосс повідомляє, що Адам помер, і що члени Латнок аж ніяк не доброзичливі і підуть на все. Вони активно схиляють Кайла до роботи на них і усвідомленню того, що він повинен «стати тим, ким йому визначено».
Кайл дізнається про те, що Латнок відновлює проект, намагаючись повторити експерименти Бейліна.
В останньому епізоді третього сезону Аманда Блум попереджає Джессі, що хоче повернути відносини з Кайлом; очевидно, що у Джессі є суперниця. Майкл Кессіді, вбивця Сари, вторгається в будинок Трегерів; трохи пізніше, намагаючись відвернути Кайла, він говорить, що є його братом, а Грейс Кінгслі, член Латнок, — їх мати.

## Актори та персонажі

### Головний склад
| Актор              | Роль                          |
| ------------------ | ----------------------------- |
| Метт Даллас        | Кайл Трегер                   |
| Маргарет Макінтайр | Ніколь Трегер                 |
| Брюс Томас         | Стівен Трегер                 |
| Ейпріл Метсон      | Лорі Трегер                   |
| Жан-Люк Білодо     | Джош Трегер                   |
| Кріс Оліверо       | Деклан МакДонау               |
| Кірстен Праут      | Аманда Блум                   |
| Джеймі Александер  | Джессі Голландер (сезони 2–3) |

### Другорядний склад
| Актор              | Роль                              |
| ------------------ | --------------------------------- |
| Челан Сіммонс      | Гілларі                           |
| Ніколас Ліа        | Том Фосс                          |
| Теріл Ротері       | Керол Блум                        |
| Корі Монтейт       | Чарлі Таннер (сезони 1–2)         |
| Дж. Едді Пек       | Адам Бейлін (сезони 1–2)          |
| Сара-Джейн Редмонд | Ребекка Тетчер (сезони 1–2)       |
| Ендрю Джексон      | Сайрус Рейнольдс (сезони 1–2)     |
| Білл Доу           | професор Вільям Керн (сезони 1–2) |
| Курт Макс Рунте    | детектив Джейсон Брін (сезон 1)   |
| Магда Апанович     | Енді Дженсен (сезони 2–3)         |
| Мартін Каммінс     | Браян Тейлор (сезон 2)            |
| Еллі Шіді          | Сара Емерсон (сезони 2–3)         |
| Лія Кернс          | Емілі Голландер (сезон 2)         |
| Конрад Коутс       | Джуліан Баллантайн (сезон 2)      |
| Джош Цукерман      | Марк (сезони 2–3)                 |
| Джессі Гатч        | Нейт Гаррісон (сезон 3)           |
| Hal Ozsan          | Майкл Кессіді (сезон 3)           |

## Список серій
| Сезон | Епізоди | Епізоди | Оригінальний показ | Оригінальний показ |
| Сезон | Епізоди | Епізоди | Перший показ       | Останній показ     |
| ----- | ------- | ------- | ------------------ | ------------------ |
| 1     | 10      | 10      | 26 червня 2006     | 28 серпня 2006     |
| 2     | 23      | 23      | 11 червня 2007     | 17 березня 2008    |
| 3     | 10      | 10      | 12 січня 2009      | 16 березня 2009    |

## Оцінки та відгуки

### Рейтинги
Кайл XY був найпопулярнішим оригінальним серіалом каналу ABC Family з червня 2006 року по липень 2008 року. Шоу втратило своє панування, коли прем’єра серіалу «Таємне життя американського підлітка» зібрала 2,8 мільйона глядачів. Згідно з тим же прес-релізом, Кайл XY отримав рейтинг домогосподарств 2,1 і досяг 2,6 мільйона глядачів. Повторний показ першого епізоду в дочірній телевізійній мережі ABC мав понад 5,2 мільйона глядачів. Декілька джерел новин заявили, що низькі рейтинги стали однією з причин скасування серіалу. 
Прем’єра третього сезону (у новому часовому слоті з високою кількістю глядачів «Таємне життя американського підлітка») зібрала 1,5 мільйона глядачів, що на 33 % менше, ніж у першому сезоні , і більшість шоу ABC Family значно перевершили серіал. Рейтинги другого епізоду впали до 1,426 мільйона глядачів. 

### Нагороди та номінації
| Рік  | Нагорода           | Категорія                                                       | Номінант(и) | Результат | Прим.       |
| ---- | ------------------ | --------------------------------------------------------------- | --- | --------- | ----------- |
| 2006 | Teen Choice Awards | Choice Summer Series                                            | Кайл XY | Номінація |             |
| 2007 | Teen Choice Awards | Choice TV Show: Drama                                           | Кайл XY | Номінація |             |
| 2007 | Teen Choice Awards | Choice TV: Breakout                                             | Метт Даллас | Номінація |             |
| 2007 | TCA Awards         | Видатні досягнення в дитячих шоу                                | Кайл XY | Перемога  | [ 8 ] [ 9 ] |
| 2007 | Artios Award       | Найкраща дитяча телепрограма                                    | Роберт Дж. Ульріх, Ерік Доусон, Керол Кріцер, Венді О'Браєн, Корін Майрс і Хейке Брандстаттер (канадський кастинг) | Номінація | [ 10 ]      |
| 2007 | Премія «Сатурн»    | Найкраща чоловіча телероль                                      | Метт Даллас | Номінація | [ 11 ]      |
| 2007 | Премія «Сатурн»    | Найкращий телесеріал, зроблений для кабельного телебачення      | Кайл XY | Номінація |             |
| 2008 | Премія «Сатурн»    | Найкраща чоловіча телероль                                      | Метт Даллас | Номінація | [ 12 ]      |
| 2008 | Премія «Сатурн»    | Найкраща жіноча роль другого плану на телебаченні               | Джеймі Александер                                                                                                  | Номінація |             |
| 2008 | Премія «Сатурн»    | Найкращий телесеріал, зроблений для кабельного телебачення      | Кайл XY | Номінація |             |
| 2008 | GLAAD Media Awards | Індивідуальний епізод (у серіалі без постійного ЛГБТ-персонажа) | Вільні бути тобою і мною                                                                                           | Номінація | [ 13 ]      |